# Marco Vigerio della Rovere
Marco Vigerio della Rovere, O.F.M. Conv. (1446 - 1516) foi um arcebispo e cardeal católico romano.

## Biografia
Marco Vigerio della Rovere nasceu em Savona em 1446, filho de Urbano Vigerio e Nicoletta Grosso della Rovere, sobrinha do Papa Sisto IV.
Vigerio estudou teologia cristã em Savona ; juntou-se aos Cordeliers, enquanto seu tio-avô Francesco della Rovere (o futuro Papa Sisto IV) foi o ministro-geral da ordem. Após a adesão à ordem, mudou seu primeiro nome, que era originalmente "Emmanuele", para "Marco", em memória de seu tio, Marco Vigerio, Bispo de Noli.
Foi posteriormente ordenado padre. Em 1471, se tornou studium da Abadia de Santa Giustina em Pádua e professor de teologia na Universidade de Pádua. Em 1474, se tornou professor de teologia na Universidade de Roma "La Sapienza".
Em 6 de outubro de 1476, foi eleito bispo de Senigália  Tornou-se Mestre do Sagrado Palácio em 1484  Em 24 de janeiro de 1502, foi transferido para a Sé de Ventimiglia, ocupou esta Sé até 1511 ; foi o governador do Castelo de Santo Ângelo de 12 de novembro de 1503 até 31 de julho de 1506. Em 1506, tornou-se arcebispo de Trani, ocupando o cargo até 30 de julho de 1507.
O Papa Júlio II fez dele um cardeal-presbítero no consistório de 1 de dezembro de 1505, in pectore, tendo seu nome revelado em 12 de dezembro; recebeu o chapéu vermelho e o titulus de Santa Maria in Trastevere em 17 de dezembro de 1505. Em 1506, acompanhou o Papa na expedição contra Giovanni II Bentivoglio e participou da ocupação de Bolonha; foi então legado papal para Bolonha.
Foi o cardeal protetor da Ordem dos Mínimos. Em 28 de dezembro de 1507, presidiu um capítulo geral da Ordem dos Mínimos, em que foi discutida a autoridade de Francisco de Paula e disputas sobre o domínio da ordem foram decididas. Por seu trabalho neste capítulo, o cardeal Vigerio tem sido chamado de "segundo fundador" da Ordem dos Mínimos.
De 20 de setembro de 1508 a março de 1514, foi governador de Capranica, Lácio. Durante a Guerra da Liga de Cambrai, foi nomeado núncio para o exército papal em 11 de dezembro de 1510.  Participou do planejamento da conquista da Concordia sulla Secchia em 17 de dezembro de 1510 e na vitória no Cerco de Mirandola em 20 de janeiro de 1511.
Em 29 de outubro de 1511, optou pela ordem de cardeal-bispo e recebeu a Diocese de Palestrina .
Presidiu várias comissões no Quinto Concílio de Latrão, incluindo uma comissão para a reforma da Cúria Romana.
Participou do conclave papal de 1513 que elegeu o Papa Leão X. Acompanhou o novo papa no congresso realizado em Bolonha de 11 a 18 de outubro de 1515.
Como teólogo, o cardeal Vigerio escreveu muitas obras sobre a vida, morte e ressurreição de Jesus Cristo, bem como obras de sudário de Jesus e a lança de Longino. Sua teologia provavelmente teria influenciado a famosa pintura de Rafael Sanzio Disputa do Sacramento, o cardeal aparece no lado direito da pintura com o hábito franciscano e um chapéu de cardeal.
Faleceu em Roma em 18 de julho de 1516 e está enterrado em Santa Maria in Trastevere.

## Conclaves
- Conclave de 1513 - participou da eleição do Papa Leão X